# Factory Records
Factory Records fue una compañía discográfica británica independiente creada en 1978, en la ciudad de Mánchester, Inglaterra. La iniciativa parte de Tony Wilson, periodista de Granada Televisión, como forma de dar salida a las bandas que actuaban en su sala de conciertos The Factory. Ayudado por su amigo, el actor Alan Erasmus, Rob Gretton (representante artístico de Joy Division), el productor discográfico Martin Hannett y el diseñador de portadas de discos Peter Saville, el sello editó parte de los discos más emblemáticos del pop británico hasta su cierre, absorbida por London Records, en 1992.

## Historia
A finales de la década de 1970, la ciudad de Mánchester se había convertido en uno de los principales lugares del Reino Unido donde se había desarrollado una escena punk y posteriormente new wave. El periodista Tony Wilson había estado interesado en este transcurso, desde el primer célebre concierto de Sex Pistols en Lesser Trade Hall. Pero habiendo cerrado Electric Circus, uno de los lugares donde las bandas locales tocaban, a Wilson le urgió un sitio que tomaría su lugar, fundando la sala The Factory. El local era muy concurrido y al poco tiempo, Wilson, junto con su amigo y actor Alan Erasmus, el diseñador de portadas de discos Peter Saville, el representante musical Rob Gretton y el ya reconocido productor discográfico Martin Hannett, funda un sello discográfico con el nombre de Factory Records.
El sello inició con bandas de Mánchester, como The Durutti Column y Joy Division, así como otros artistas que eran de otras partes, como Cabaret Voltaire (que se habían formado en Sheffield), el comediante John Dowie (proveniente de Birmingham) y Orchestral Manoeuvres in the Dark (OMD, formados en las cercanías de Liverpool). Todos ellos excepto la última banda, grabaron para el primer material discográfico del sello, un EP titulado A Factory Sample, producido por Martin Hannett. 
OMD solo grabó un sencillo en Factory, «Electricity», producido también por Hannett, aunque la versión más popular se grabó después de la salida de la banda del sello, al fichar por DinDisc Records, sello subsidiario de Virgin Records.
Factory sufrió pérdidas súbitas a lo largo de su historia. En 1980, Ian Curtis de Joy Division, justo antes de lo que iba a ser su primera gira en los Estados Unidos, se ahorcó en su casa, dando fin a su vida y a la carrera del grupo, que se cambió el nombre poco después a New Order.
Más de diez años después, en 1991, el productor Martin Hannett muere súbitamente por su adicción a la heroína y Dave Rowbotham de The Durutti Column es asesinado a machetazos. En 1999 el representante musical de Joy Division, New Order y otros grupos, así como también fundador del sello, Rob Gretton, muere. 
En 2007, el gestor de Factory y de la escena mancuniana (gentilicio de los nacidos en Mánchester), Tony Wilson, fallece tras padecer un cáncer. En 2009, Colin Sharp, antiguo cantante de The Durutti Column, fallece tras padecer una hemorragia cerebral. En 2010, el bajista y cantante de Section 25, Larry Cassidy, fallece de causas inexplicables y poco tiempo después el diseñador Tony Panas de una enfermedad.

## Números de FAC
Todos los lanzamientos del sello, tanto música como vídeos, tienen asignado un número de catálogo compuesto por FAC acompañado de un número. Este sistema de numeración fue aplicado también a otras producciones de la compañía, incluyendo pósteres (FAC 1 publicitaba un evento en un club nocturno), The Haçienda (FAC 51), una peluquería (FAC 98), la trasmisión de la serie The Tube (FAC 104) por Channel 4, sellotape (FAC 136), un balde en un molino de agua restaurado (FAC 148), el gato de The Haçienda (FAC 191), una apuesta entre Wilson y Gretton (FAC 253), un juicio contra Factory Records llevado a cabo por Martin Hannett (FAC 61) y una propaganda de radio (FAC 294). 
Los lanzamientos de Factory Benelux fueron numerados de forma similar (FAC BN o FBN), pero los números se aplicaron solo a ediciones de discos.
La asignación de números no guarda un estricto orden cronológico. Los números para lanzamientos de Joy Division y New Order terminan generalmente en 3 o 0, los de A Certain Ratio y Happy Mondays en 2 y los de The Durutti Column en 4. Las ediciones de Factory Classical figuran como 226, 236 y así sucesivamente.
A pesar de la desaparición de Factory Records en 1992, el catálogo continúa aún activo y, entre sus adiciones, se incluyen la película 24 Hour Party People (FAC 401), la página web de la película (FAC 433) y la edición en DVD (FACDVD 424).
El último número en el catálogo de Factory fue asignado al féretro de Tony Wilson (FAC 501), anunciado en el sitio Cerysmatic Factory.

## Bandas que grabaron para Factory Records
| - 52nd Street - A Certain Ratio - Abecedarians - Ad Infinitum - Adventure Babies - Anna Domino - Biting Tongues - Cabaret Voltaire - Cath Carroll - Crawling Chaos - Distractions - Electronic - ESG - Fadela - Happy Mondays - James - Jazz Defektors - John Dowie - Joy Division - Kalima - Kevin Hewick - Life - Little Big Band | - Marcel King - Miaow - Minny Pops - New Order - Northside - Orchestral Manoeuvres in the Dark (OMD) - The Durutti Column - The Other Two - The Pleasure Crew - Quando Quango - Railway Children - Red Turns To - Revenge - Royal Family And The Poor - Section 25 - Shark Vegas - Stockholm Monsters - Streetlife - Swamp Children - The Wake - Tunnel Vision - X-o-dus |

## La película
24 Hour Party People es una película británica de 2002, considerada como de culto musical, que retrata las peripecias de una comunidad de bandas musicales de la ciudad de Mánchester entre finales de los años 70 y principios de los 90, y de Factory Records, empresa productora de sus discos. 
Fue escrita por Frank Cottrell Boyce y dirigida por Michael Winterbottom. La película es un drama basado en una combinación de eventos reales, leyenda urbanas, rumores y creaciones del autor durante el transcurso de la cinta. La película participó en la selección oficial del Festival de Cannes de 2002.
Steve Coogan es el actor que interpreta el personaje de Tony Wilson.